# Devlin (rapper)
Devlin, pseudonimo di James Devlin (Dagenham, 7 maggio 1989), è un rapper britannico e un Grime Mc di Dagenham, nell'East End di Londra.Fa parte della O.T. Crew con Dogzilla, Deeperman e Syerbars. Nato a Dagenham nel 1989 ha avuto pezzi nella top 40. Fa inoltre parte dei "The Movement" assieme a Ghetts, Wretch 32, Scorcher, Lightning, Mercston e DJ Unique.

## Carriera

### Inizi
Nel 2005, a soli 15 anni, si unisce all'entourage Grime di Dagenham gli "Outakers" (o O.T.) dopo aver studiato alla Brittons School e al Technology College. Le prime avventure di Devlin furono in stazioni radio pirata come la FlavaFM. Inoltre giocava a calcio per i Senrab F.C., famosa per aver sfornato talenti come John Terry e Ledley King.

### Bud, Sweat and Beers (2010)
Devlin fa il suo debutto sulla scena con l'album "Bud, Sweat and Beers". Il primo singolo dell'album fu "Brainwashed" che fu pubblicata l'8 agosto 2010 nel Regno Unito, e debuttò nella UK Singles Chart alla numero 31, e al numero 11 nella UK R&B Chart. Il secondo singolo "Runaway" fu pubblicato il 24 ottobre 2010, e debutto al numero 15; facendolo il singolo con più successo di Devlin al momento. Il singolo viene seguito dalla messa in vendita dell'album "Bud, Sweat and Beers" che debuttò al numero 21 dell'UK Albums Chart. Una della tracce dell'album "London City" riscontrò notevole successo per quanto riguarda i download online, venendo classificata al 181º posto della chart del UK.
Il terzo singolo estratto dall'album a venir pubblicato sarà "Let It Go", in collaborazione con l'artista inglese Labrinth, il 31 gennaio 2010.

### 2012-presente: A Moving Picture
Devlin ha dichiarato in un'intervista con Tim Westwood su BBC Radio 1Xtra che il suo secondo album uscirà a ottobre 2012, e sarà chiamato A Moving Picture. Egli ha anche pubblicato l'EP "The Director's Cut", con collaborazioni conGhetts e Rawz Artilla, così come London City Parte 2, il sequel della sua precedente canzone.
La pubblicazione di A Moving Picture è stata ritardata fino a febbraio 2013 per motivi sconosciuti. Questo segue la recente pubblicazione di "Off With Their Heads" ft Wretch 32 e l'annuncio del terzo singolo "Rewind" ft Diane Birch.

## Discografia

### Album
- Bud, Sweat and Beers (2010)
- A Moving Picture (2013)

### Singoli
- "Shot Music", ft Giggs
- "Brainwashed"
- "Runaway", ft Yasmin
- "Let It Go", ft Labrinth
- "London City"

### Con le crew
The M.O.V.E.M.E.N.T
- Tempo Specialists (2008)

O.T Crew
- The London Borough Of Barking & Dogenham (2006)
- Shot City (2007)
- Broad Street Stories (2007)
- Left 2 Rot (2009)